# Armstrong Redwoods State Natural Reserve
Die Armstrong Redwoods State Natural Reserve ist ein kalifornischer State Park in Sonoma County. Der rund 326 Hektar große Park nördlich der Ortschaft Guerneville ist vor allem für seine alten Bestände von Küstenmammutbäumen (Sequoia sempervirens) bekannt.
Der Park wurde nach dem Holzbaron (engl. lumber baron) James Boydston Armstrong (1824–1900) benannt, der das Land 1878 seiner Tochter Kate für „einen Dollar, Liebe und Zuneigung“ überschrieb. Armstrong war während des Holzbooms nach Guerneville gekommen und hatte miterlebt, wie weite Flächen alten Baumbestands abgeholzt wurden (mit Bezug auf die nach Abholzungen stehengebliebenen Baumstümpfe hieß Guerneville anfangs noch „Stumptown“). Sein Plan zur Einrichtung eines Naturparks wurde erst nach Armstrongs Tod umgesetzt. Im Jahr 1917 kaufte das Sonoma County das Land für 80.000 Dollar und betrieb den Park bis ins Jahr 1934, als die Eigentümerschaft an den Staat Kalifornien überging. Im Jahr 1964 wurde der Park mit seinen alten Baumbeständen als „State Natural Reserve“ offiziell unter Schutz gestellt.
Heute ist der Park für Besucher ganzjährig geöffnet. Besondere Attraktionen sind der „Colonel Armstrong Tree“ als ältester Baum des Bestandes, der „Parson Jones Tree“ als größter Baum, sowie der „Icicle Tree“, der ursprünglich für seine langen herabhängenden Maserknollen bekannt war, inzwischen aber durch Vandalismus stark beschädigt wurde.

## Galerie

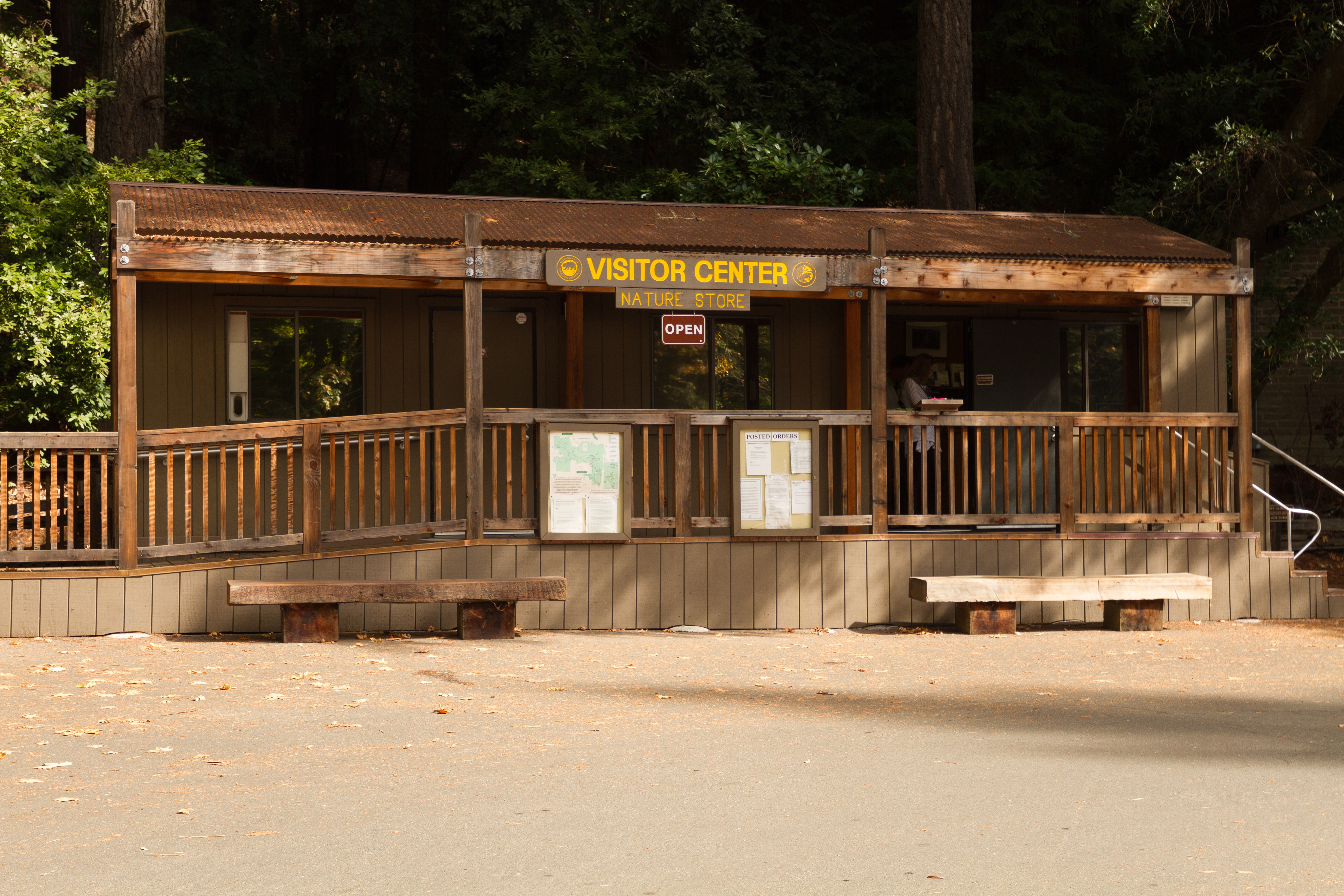
Besucherzentrum am Eingang des Parks
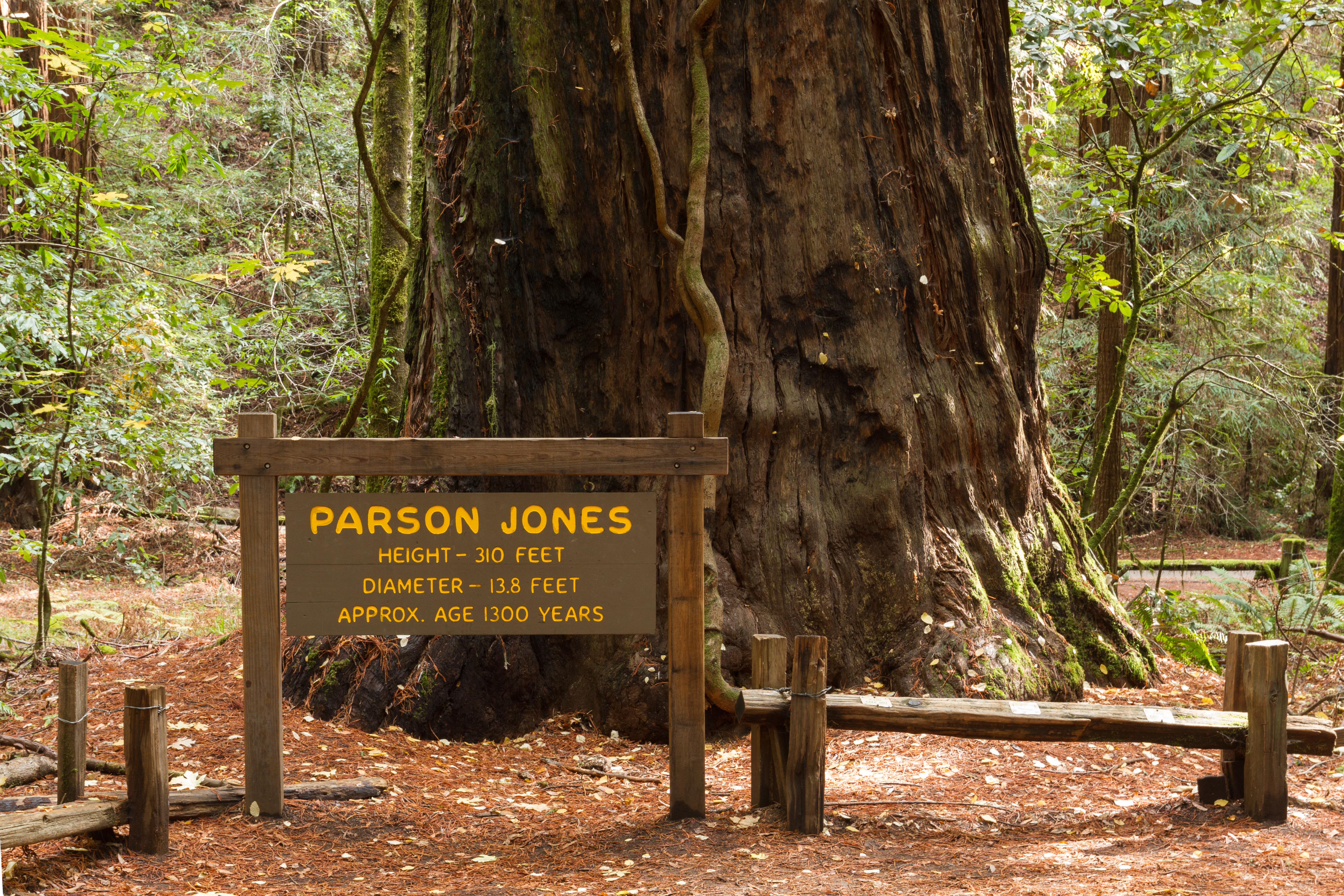
„Parson Jones“ ist mit einer Höhe von über 94 Metern der größte Baum des Bestandes
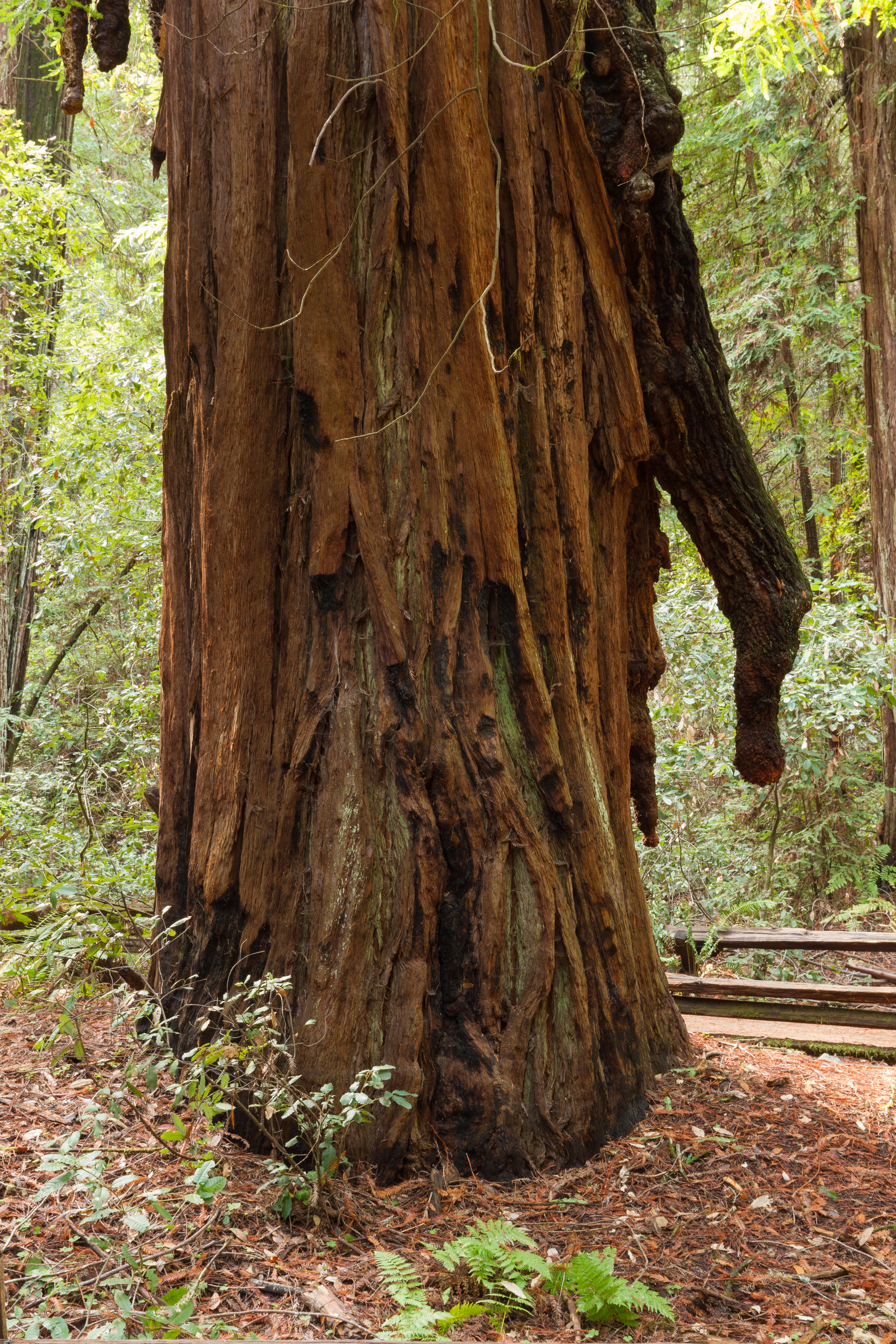
Die Maserknollen des „Icicle Tree“ wurden durch Vandalismus beschädigt
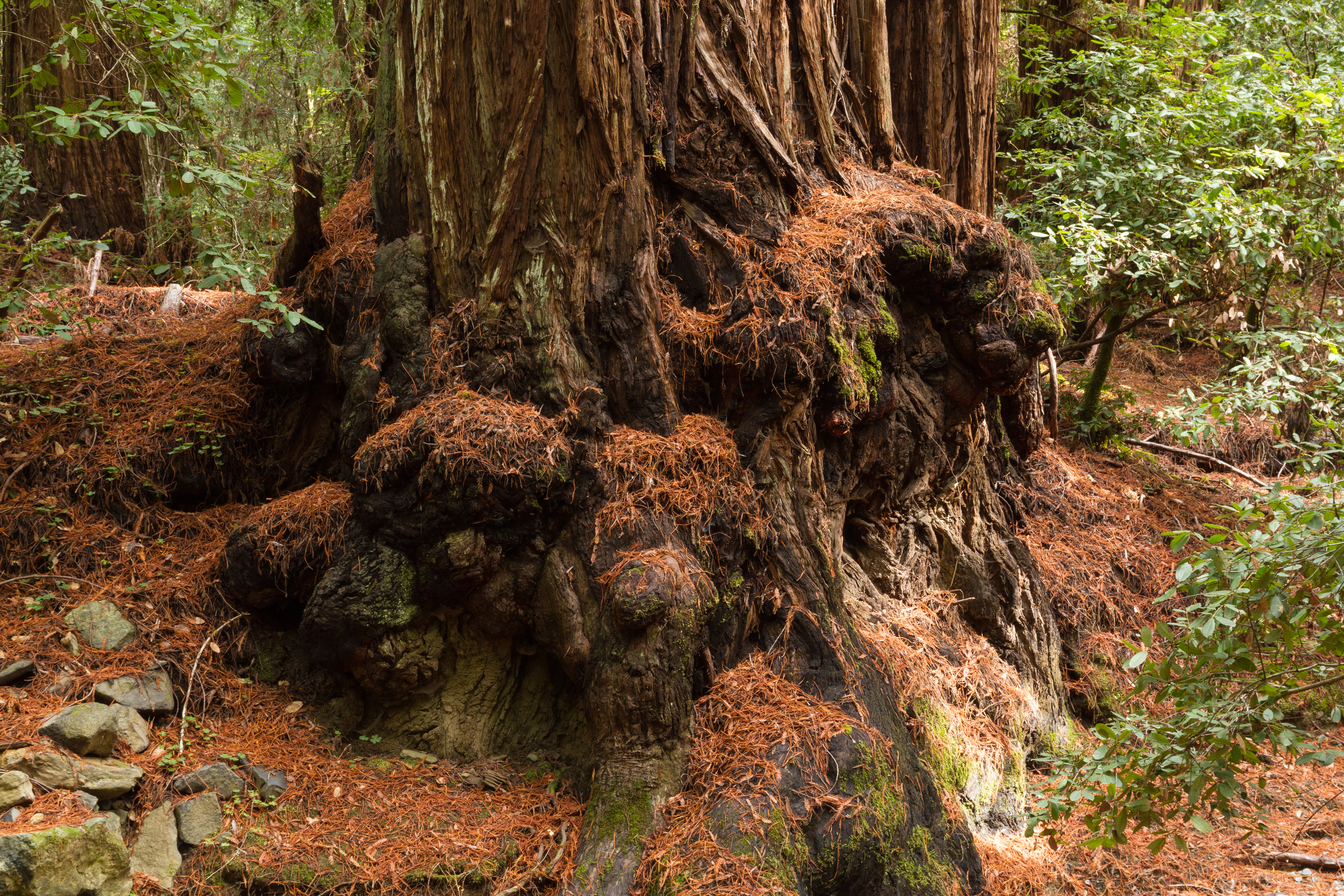
Maserknollen an einem Küstenmammutbaum im Park